# Gramatika baskijskog jezika
Ovaj članak prikazuje osnovne značajke baskijskog jezika, jezika kojim se govori u sjevernoj Španjolskoj i jugoistočnoj Francuskoj, to jest u Baskiji.

## Članovi, zamjenice i oznake količine
Za razliku od hrvatskog baskijski jezik ne razlikuje rodove (muški, ženski, srednji...). 
No baskijski jezik ima članove :određeni i neodređeni.
Primjeri članova:
etxea (kuća), bidaia (put, putovanje), eltxoa (komarac), senarra (suprug), hurra (lješnjak)
bidaia = putovanje + ODR ili neodređeni oblik bat bidai

eltxoa = komarac + ODR ili neodređeni oblik bat eltxo

senarra = suprug + ODR ili neodređeni oblik bat senar

hurra = lješnjak + ODR ili neodređeni oblik bat hur

etxea = kuća + ODR ili neodređeni oblik bat etxe

ODR = određeni član

NOD. = neodređeni član
| Neke pokazne zamjenice | Neke pokazne zamjenice | Neke pokazne zamjenice                                        | Neke oznake količine | Neke oznake količine                                                       |
| --- | --- | ------------------------------------------------------------- | --- | -------------------------------------------------------------------------- |
| - -a, -a(r)- jedninski član - -ak, -e- množinski član - -ok, -o- množinski približujući član - -(r)ik negativni-polarni član | - hau, hon- 'ovo' - hauek, haue- 'ovi' - hori, horr- 'to' - horiek, horie- 'ti' - hura, har- 'ono ' - haiek, haie- 'ona' | - zein 'koji,koja,koje' - zer, ze 'što' - beste 'drugo,druga' | - batzuk, batzue- 'neki,neke' - zenbait 'nešto' - asko 'mnogo,puno' - anitz 'mnogo' - gutxi 'nekoliko' - guzti 'sve,svi' - zenbat 'koliko' - hainbeste 'toliko' | - bat 'one, a(n)' - bi 'dva' - hiru 'tri' - lau 'četiri' - bost 'pet' itd. |
| "Članovi" poprimaju oblik sufiksa.Pogledaj sljedeći opis njihove uporabe. Oblici -a, -ak, -ok odgovaraju padežu apsolutiv ; u drugim slučajevima, -a(r)-, -e-, -o- se koriste kao padežni sufiksi. Negativni polarni član, često zvan partitivni sufiks, se ne kombinira s padežnim nastavcima. | nastavci pokaznih zamjenica, poput članova i za razliku od imeničkih elemenata, pokazuje nepravilnu tvorbu između jednine i množine te, u jednini, između apsolutiva (hau, hori, hura) i drugih padeža (hon-, horr-, har-). Isti oblici funkcioniraju kao pokazne zamjenice. |                                                               | |                                                                            |

| Članovi -a, -ak, -ok, -(r)ik, pokazne zamjenice hau, hori, hura i neki kvantifikatori određuju količinu i nalaze se nakon imenice.                                                                                                 | - etxea 'kuća' [kuća-ODR] - etxeak 'kuće' [kuća-ODR] - etxe hau 'ova kuća' [kuća ova] - etxe horiek 'ove kuće' [kuće te] - etxe bat '(jedna) house' [kuća jedna] - etxe batzuk 'neke kuće' [kuća neke] |
| Druge oznake, uključujući beste 'other', upitne zamjenice i brojevi iznad jedan i dva a (ovisno o dijalektu) prethode imenici. | - zein etxe? 'koja kuća/koje kuće?' [koja kuća] - zenbat etxe? 'koliko kuća?' [koliko kuća ] - zenbait etxe 'neke kuće' [neka kuća] - hiru etxe 'tri kuće' [tri kuća] - bi etxe/etxe bi 'dvije kuće' (dijalektalne varijante)                                                                                      |
| Uobičajena imenička fraza s uobičajenom imenicom kao vodeća mora sadržavati ili jednu pokaznu zamjenicu ili jedan kvantifikator, a ne oboje kao u primjerim ispod.                                                                 | - hiru etxeok 'these/those (nearby) three houses' [three house-ART] - hiru etxe haiek 'those (distant) three houses' [three house those] - zein hiru etxe? 'which three houses?' [which three house] |
| Oznake beste 'druga,ostala ...' i guzti 'sve/svi/sva...' ne određuju poziciju oznake količinete stoga zahtijevaju član, količinsku i/ili drugu znaku.                                                                              | - beste etxea 'druga kuća' [druga kuća-ODR] - beste etxe bat 'druga ("jedna druga") kuća' [ druga kuća jedna ] - etxe guztiak 'sve kuće' [kuća sve -ODR] |
| | - etxea 'kuća' - etxeak 'kuće' - Nola esaten da euskaraz "kuća"? — "Etxea". 'Kako kažete "kuća" na baskijskom ? — "Etxe(a)".' |
| Član -(r)ik, tradicionalno zvan partitiv sufiks (cf. francuski de), zamjenjuje -a, -ak u negativnom-polarnom okruženju, pogotovo s neodređenim imeničkim oblikom u negativnoj rečenici. Nikad se ne smatra kao gramatička množina. | - etxerik 'bilo koja kuća/bilo koje kuće ' - Ba al daukazu etxerik? 'Imaš li kuću?' - Hemen ez dago etxerik. 'Ovdje nema kuća. ili Ovdje nema nikakvih kuća .' - Not: *Hemen ez daude etxerik. 'Ovdje nema kuća.'                                                                                                  |
| Imenica ili imenička fraza kao glavna ne treba a obično i ne sadrži članove niti oznake količine. | - Andoni 'Anthony' - Tokio 'Tokyo' - Wikipedia 'Wikipedia' - ni 'I, me' - nor? 'who?' |
| izostanak člana ili kvantifikatora van uobičajene imenica-glava imenične fraze je moguća jedino u slučaju točno određeng okruženja, npr. u određenim vrstama predikata ili u nekim priložnim oznakama .                            | - Lehendakari izendatuko dute. 'Oni će ga imenovati (za,kao) predsjednika.' [ Oni će ga imenovati "predsjednik .] - Bilbora joan zen irakasle. 'Otišao je u Bilbao (raditi) kao učitell.' [ Otišao je u Bilbao učitelj.] - eskuz ' (sa) rukom' [ruka (esku) + s,sa (-z)] - sutan 'u vatri' [vatra (su) + u (-tan)] |

## Genitiv i pridjevne konstrukcije
| Slično kao u hrvatskom jeziku, u baskijskom se pripadnost označava dodavanjem nastavaka: | - Koldoren etxea 'Koldina kuća (Kuća čiji je vlasnik Koldo) - nire etxea 'moja kuća' - basoko etxea 'kuća u šumi,šumska kuća' |
| Posvojne imenička fraza zadržava isti član i broj opisan poviše za imeničke izraze općenito. | - Koldoren etxeak 'Koldina kuća' [Koldina kuća-ART] - Koldoren etxe hori 'ta Koldina kuća' [Koldo's house that] - Koldoren etxe bat 'jedna Koldina kuća' [Koldo's house one] - Koldoren zein etxe? 'koja Koldina kuća?' [Koldo's which house]                                                                           |
| Glavna imenica može biti ispuštena. U ovom slučaju člana ili druga odrednicase zadržava, sada priljučena genitivnom elementu.                                                                        | - Koldorena 'Koldo's (npr. kuća)' [Koldo-ina-ČLAN] - Koldorenak 'Koldine (npr. kuće)' [Koldo-ina-ČLAN] - Etxe hau Koldorena da. 'Ove kuće su Koldine.' [kuća ova Koldo-ina-ČLAN je] - Nireak gorriak dira. 'Moje su crvene.' [moje-ČLAN crvene-ČLAN su]                                                                 |
| Imenične fraze su pretvorene u posvojne pridjeve dodavanjem jednog od dvaju nastavaka, -(r)en or -ko (vidi ispod padežne nastavke u konjugaciji ).                                                   | - Koldo → Koldoren - Paris → Parisko - etxe-a 'house' → etxearen, etxeko (nije promjenljiv) |
| Posvojni oblik osobne zamjenice je nepravilan. | - ni 'ja' → nire 'moj,moja,moje' |
| -Ko (ili -go) može se koristit kao nastavak u širokom rasponu imenica i izraza, mnoge koje mogu biti priložne oznake ,kako bi tvorile pridjevske izraze koji se ponašaju sintaktički poput genitiva. | - atzoko lana 'jučerašnji posao' [jučer-ko posao-ART] - hemengo etxeak 'ovdašnje kuće' [ovdje-ko kuća-ART] - oinezko bidaia bat 'put pješice(na nogama)' [stopalo -ko put jedan] - Tokiorako bidaia bat 'put u Tokio' [Tokyo-to-ko put jedan] - bi urteko haur hori 'to dvogodišnje dijete' [dvije godine-ko dijete to] |

## Pridjevi
| Imenički pridjevi, nasuprot pridjevnim izrazima nalaze se nakon imenice ali oni imaju članove ili oznake količine, determiner or quantifier. | - etxe gorri bat 'jedna crvena kuća' [kuća crvena jedna] - etxe txikia 'male kuće' [kuća mala-ODR] - etxe zuriak 'bijele kuće' [kuća bijela-ODR] - nire etxe txikia 'moja mala kuća' [moja kuća mala-ODR]                                                                             |
| Kad se pridjevi koriste koa predikati obično dobivaju određeni član,take the article (jednina -a, množina -ak).                              | - Etxe hau txikia da. 'Ova kuća je mala.' [kuća ova mala-ODR je] - Etxe hauek txikiak dira. 'Ove kuća su male.' [kuća ove mala-ODR su] - Ogi hau atzokoa da. 'Ovi kruhovi su jučerašnji.' [kruh ovaj jučer-ko-ODR je] - Etxe hau nirea da. 'Ova kuća je moja.' [kuća ova moja-ODR je] |

## Broj
| Baskijski ima dva broja:: jedninu (singular)-neoznačenu te množinu. oznak množine se pojavljuje u dva dijela baskijske gramatike:u nekim imenicama, priložnim oznakam količine,pokaznim zamjenicama ,kvantifikatorima.Imenice i pridjevi su strogo nepromjenljivi za broj : na primjer, etxe znači jednako 'kuća' ili 'kuće'.Budući da, pak imenica poput etxe se rijetko pojavljuje sama te je uobičajeno unutar imeničke fraze sadržavajući ili član ili pokaznu zamjenicu ili kvantifikator, njen broj se označavaj ovim elementom : | etxea 'kuća' | (jednina zbog -a) |
| Baskijski ima dva broja:: jedninu (singular)-neoznačenu te množinu. oznak množine se pojavljuje u dva dijela baskijske gramatike:u nekim imenicama, priložnim oznakam količine,pokaznim zamjenicama ,kvantifikatorima.Imenice i pridjevi su strogo nepromjenljivi za broj : na primjer, etxe znači jednako 'kuća' ili 'kuće'.Budući da, pak imenica poput etxe se rijetko pojavljuje sama te je uobičajeno unutar imeničke fraze sadržavajući ili član ili pokaznu zamjenicu ili kvantifikator, njen broj se označavaj ovim elementom : | etxeak 'kuće' | (množina zbog -ak) |
| Baskijski ima dva broja:: jedninu (singular)-neoznačenu te množinu. oznak množine se pojavljuje u dva dijela baskijske gramatike:u nekim imenicama, priložnim oznakam količine,pokaznim zamjenicama ,kvantifikatorima.Imenice i pridjevi su strogo nepromjenljivi za broj : na primjer, etxe znači jednako 'kuća' ili 'kuće'.Budući da, pak imenica poput etxe se rijetko pojavljuje sama te je uobičajeno unutar imeničke fraze sadržavajući ili član ili pokaznu zamjenicu ili kvantifikator, njen broj se označavaj ovim elementom : | etxe hau 'ova kuća'                                                                                                  | (jednina zbog hau) |
| Baskijski ima dva broja:: jedninu (singular)-neoznačenu te množinu. oznak množine se pojavljuje u dva dijela baskijske gramatike:u nekim imenicama, priložnim oznakam količine,pokaznim zamjenicama ,kvantifikatorima.Imenice i pridjevi su strogo nepromjenljivi za broj : na primjer, etxe znači jednako 'kuća' ili 'kuće'.Budući da, pak imenica poput etxe se rijetko pojavljuje sama te je uobičajeno unutar imeničke fraze sadržavajući ili član ili pokaznu zamjenicu ili kvantifikator, njen broj se označavaj ovim elementom : | etxe hauek 'ove kuće'                                                                                                | (množina zbog hauek) |
| Baskijski ima dva broja:: jedninu (singular)-neoznačenu te množinu. oznak množine se pojavljuje u dva dijela baskijske gramatike:u nekim imenicama, priložnim oznakam količine,pokaznim zamjenicama ,kvantifikatorima.Imenice i pridjevi su strogo nepromjenljivi za broj : na primjer, etxe znači jednako 'kuća' ili 'kuće'.Budući da, pak imenica poput etxe se rijetko pojavljuje sama te je uobičajeno unutar imeničke fraze sadržavajući ili član ili pokaznu zamjenicu ili kvantifikator, njen broj se označavaj ovim elementom : | etxe bat '(jedna) kuća'                                                                                              | (jednina zbog bat) |
| Baskijski ima dva broja:: jedninu (singular)-neoznačenu te množinu. oznak množine se pojavljuje u dva dijela baskijske gramatike:u nekim imenicama, priložnim oznakam količine,pokaznim zamjenicama ,kvantifikatorima.Imenice i pridjevi su strogo nepromjenljivi za broj : na primjer, etxe znači jednako 'kuća' ili 'kuće'.Budući da, pak imenica poput etxe se rijetko pojavljuje sama te je uobičajeno unutar imeničke fraze sadržavajući ili član ili pokaznu zamjenicu ili kvantifikator, njen broj se označavaj ovim elementom : | etxe batzuk 'neke kuće'                                                                                              | (množina zbog batzuk) |
| Baskijski ima dva broja:: jedninu (singular)-neoznačenu te množinu. oznak množine se pojavljuje u dva dijela baskijske gramatike:u nekim imenicama, priložnim oznakam količine,pokaznim zamjenicama ,kvantifikatorima.Imenice i pridjevi su strogo nepromjenljivi za broj : na primjer, etxe znači jednako 'kuća' ili 'kuće'.Budući da, pak imenica poput etxe se rijetko pojavljuje sama te je uobičajeno unutar imeničke fraze sadržavajući ili član ili pokaznu zamjenicu ili kvantifikator, njen broj se označavaj ovim elementom : | hiru etxe 'tri kuće'                                                                                                 | (množina zbog hiru) |
| Većina oznaka,uključujući članove, imaju različite oblike u jednini i množini ( drugi nastavak u k i absolutivu, naveden ovdje). Većina oznaka(izuzev bat vs. batzuk) ne pokazuju takvu varijaciju, ali mnogi (uključujući brojeve iznad jedan "bat", naravno)imaju samo jedno značenje. | Jednina: - -a (član) - hau, hori, hura (pokazne zamjenice) - bat (kvantifikator)                                     | Množina: - -ak, -ok (članovi) - hauek, horiek, haiek (pokazne zamjenice) - batzuk (quantifier) - bi, hiru, lau... (brojevi) |
| Katkad se gramatički broj imeničke fraze može otkriti jedino iz generalnog okruženja ili iz oznake glagola f, | - zein etxe? 'Koja kuća?' ili 'koje kuće?'                                                                           | - zein etxe? 'Koja kuća?' ili 'koje kuće?'                                                                                  |
| ili iz leksičkog /semantičkog tipa imenice: | - zenbat esne? 'Koliko mlijeka?' (esne je nebrojiva imenica) - zenbat etxe? 'Koliko kuća?' (etxe je brojiva imenica) | - zenbat esne? 'Koliko mlijeka?' (esne je nebrojiva imenica) - zenbat etxe? 'Koliko kuća?' (etxe je brojiva imenica)        |

## Zamjenice i pridjevi

### Osobne zamjenice
| Jednina                                                                                  | Množina                                                                   |
| ---------------------------------------------------------------------------------------- | ------------------------------------------------------------------------- |
| ni 'ja' hi 'ti (neformalno)' zu 'Vi(uljudni oblik)' hau, hori, hura, bera 'on, ona, ono' | gu 'mi' zuek 'vi' hauek, horiek, haiek, bera(ie)k, eurak... 'oni,one,ona' |

### Pokazne zamjenice
|            | Jednina                                                     | Množina                                                           |
| ---------- | ----------------------------------------------------------- | ----------------------------------------------------------------- |
| Obične     | hau 'ovaj, ova,ovo' hori 'taj, ta,to ' hura 'onaj,ona,ono ' | hauek 'ovi,ove,ova' horiek 'ti,te,ta ' haiek 'oni,one,ona '       |
| Intenzivne | berau 'ovaj, ova,ovo' berori 'taj, ta,to' bera 'that '      | berauek 'ovi,ove,ova' beroriek 'ti,te,ta ' beraiek ' oni,one,ona' |

### Druge zamjenice i uz njih vezani prilozi
|                  | Zamjenice                                             | priložne oznake mjesta                      | priložne oznake načina                           | priložne oznake vremena       |
| ---------------- | ----------------------------------------------------- | ------------------------------------------- | ------------------------------------------------ | ----------------------------- |
| Pokazna          | (vidi poviše)                                         | - hemen 'ovdje' - hor 'tamo' - han 'ondje ' | - honela 'ovako' - horrela 'tako' - hala 'onako' | - orain 'sad' - orduan 'tada' |
| Upitna           | - nor? 'tko?' - zer? 'što?' - zein? 'koji?koja?koje?' | - non? 'gdje?'                              | - nola? 'kako?'                                  | - noiz? 'kada?'               |
| Neodređena       | - norbait 'netko' - zerbait 'nešto'                   | - nonbait 'negdje'                          | - nolabait 'nekako'                              | - noizbait 'katkad'           |
| Negativna upitna | - inor 'itko, bilo tko' - ezer 'išta, bilo što'       | - inon 'igdje, bilo gdje'                   | - inola 'ikako, bilo kako'                       | - inoiz 'ikad, bilo kad'      |

## Padežni morfemi
| Apsolutiv        | —         |
| Ergativ          | -k        |
| Dativ            | -i        |
| MJESNI           |           |
| Inesiv           | -n        |
| Alativ           | -(r)a     |
| Ablative         | -tik      |
| Lokalni genitiv  | -ko       |
| OSTALI           |           |
| Posvojni genitiv | -en       |
| Instrumental     | -z        |
| Komitativ        | -ekin     |
| Benefaktiv       | -en-tzat  |
| Uzrok itd.       | -en-gatik |

## Deklinacija osobnih i pokaznih zamjenica te bat, batzuk
| Jednina | Množina |
| --- | --- |
| nire 'moj, moja, moje' hire 'ti' zure 'ti ili Vi' haren, beraren 'njegov, njezin' bere 'njegov, njezin (povratni)' | gure 'naš,naša,naše' zuen 'vaš,vaša,vaše' haien, beraien 'njihov, njihova, njihova' beren 'njihov, njihova, njihova (povratno)' |

Kao što vidjesmo,  pokazne zamjenice imaju svaka tri osnove : jednu za apsolutiv jednine (hau, hori, hura), drugu za druge padeže u jednini  (hon-, horr-, har-), te jednu za množinu u svim padežima (haue-, horie-, haie-).U množini oni odbivaju nastavak -k u apsolutivu, kao i  batzuk 'neki, neke...').
| Jednina apsolutiv                                                                       | Jednina drugi                                                                                   | Množina apsolutiv                         | Množina drugi                                                                                                |
| --------------------------------------------------------------------------------------- | ----------------------------------------------------------------------------------------------- | ----------------------------------------- | --- |
| hau 'ovaj,ova,ovo' hori 'taj, ta, to' hura 'onaj,ona, ono' bat 'jedan, neodređeni član' | honek, honi, honetan... horrek, horri, horretan... hark, hari, hartan... batek, bati, batean... | hauek horiek haiek batzuk 'neki, neke...' | hauek, hauei, hauetan... horiek, horiei, horietan... haiek, haiei, haietan... batzuek, batzuei, batzuetan... |

## Složeni padežni oblici
| Osnovni padežni oblik    | Složeni padežni oblici                                                     |
| ------------------------ | -------------------------------------------------------------------------- |
| ALATIV: -ra 'to'         | - -rat 'u,na ,ka' - -rantz 'k,ka,prema' - -raino 'koliko god' - -rako 'za' |
| ABLATIV: -tik 'od,iz'    | - -tikan isto značenje                                                     |
| KOMITATIV: -ekin 's,sa'  | - -ekila(n) isto značenje - -ekiko 'vezano za'                             |
| BENEFAKTIV: -entzat 'za' | - -entzako isto značenje                                                   |

Sufiks -ko
Nastavak -ko (pogledaj gore) se može koristi u nekim padežnim oblicima za tvorbu sintetičke pridjevne funkcije.
| Padež        | Prvenstvena uporaba                                              | Pridjevna uporaba |
| ------------ | ---------------------------------------------------------------- | --- |
| Alativ       | - Errepide honek Bilbora darama. 'Ova cesta vodi u Bilbao.'      | - Bilborako errepidea berria da. 'Cesta za Bilbao je nova.' [Bilbo-ra-ko: Bilbao-ka/prema-ko]                                              |
| Instrumental | - Liburu hau euskaraz dago. 'Ova knjiga je na baskijskom .'      | - Badauzkate euskarazko liburuak. 'Oni imaju knige baskijskog jezika (= knjige na baskijskom ).' [euskara-z-ko: baskijski-INSTRUMENTAL-ko] |
| Benefaktiv   | - Liburu hori haurrentzat idatzi nuen. 'Napisah knjigu za djecu' | - Haurrentzako liburuak idazten ditut. 'Piešm dječju knigu(=knjigu za djecu).' [haurr-entza(t)-ko: dijete-za.MNOŽINA.ČLAN-ko]              |

Priložne oznake mjesta s prijedlozima
|         |                                | Demonstrative     | Demonstrative | Demonstrative | Interrogative 'where?' |
| 'here'  | 'there (near)'                 | 'there (distant)' |               |               | Interrogative 'where?' |
| Inesiv  | 'ovdje,tamo, ondje, gdje?'     | hemen             | hor           | han           | non                    |
| Alativ  | 'ovamo, tamo,onamo, kamo?'     | hona              | horra         | hara          | nora                   |
| Ablativ | 'odavde, odande,odakle?','     | hemendik          | hortik        | handik        | nondik                 |
| Genitiv | 'odovud, otud, odonud, otkud?' | hemengo           | horko         | hango         | nongo                  |

## Komparacija pridjeva
| - KOMPARATIV: -ago -iji,ija,-ije 'više' - SUPERLATIV: -en(a) 'naj-' - EKSESIV: -egi 'pre-, previše...' |

|              | Kvalitativne                             | Kvalitativne                          | Kvantitativne                       | Kvantitativne                  |
| Konstrukcija | Značenje                                 | Konstrukcija                          | Značenje                            |                                |
| ------------ | ---------------------------------------- | ------------------------------------- | ----------------------------------- | ------------------------------ |
| Komparativ   | STANDARD baino KOMPARATIV                | ADJ/ADV-er nego STANDARD              | STANDARD baino IMENICA gehiago      | više IMENICA(s) nego STANDARD  |
| Superlative  | DOMAIN-(e)ko IMENICA-(r)ik SUPERLATIVE-a | the ADJ/ADV-est IMENICA in the DOMAIN | DOMAIN-(e)ko IMENICA-(r)ik gehienak | Većina IMENICA u domeni        |
| Ekvativ      | STANDARD bezain ADJ/ADV                  | ADJ/ADV kao STANDARD                  | STANDARD adina IMENICA              | toliko IMENICA koliko STANDARD |

|            |             | Primjer                                       | Značenje                                |
| ---------- | ----------- | --------------------------------------------- | --------------------------------------- |
| Komparativ | Kvalitativ  | Ingelesa euskara baino errazagoa da.          | 'Engleski je lakši nego baskijski.'     |
| Komparativ | Kvantitativ | Zuk nik baino diru gehiago daukazu.           | 'Ti imaš više novca nego ja.'           |
| Superlativ | Kvalitativ  | Donostia Euskal Herriko hiririk politena da.  | 'Donostia je najljepši grad u Baskiji.' |
| Superlativ | Kvantitativ | Arabako lanposturik gehienak Gasteizen daude. | 'Većina poslova u Arabi su Gasteizu.'   |
| Equative   | Kvalitativ  | Arraina haragia bezain garestia da.           | 'Riba je skupa kao meso.'               |
| Equative   | Kvantitativ | Zuk nik adina lagun dituzu.                   | 'Imaš prijatelja koliko i ja .'         |

## Glagoli
Iako se nekoliko glagolskih kategorija izražavaju morfološki, perifrastična konjugacija je dominantna. Do tri argumenta (subjekt objekt i neizravni objekt ) mogu biti označeni perifrastičnom konjugacijom.
Primjeri perifrastične konjugacije:
| Ikusten dut    | Ja vidim (njega/nju/to...) |
| Ikusten duzu   | Ja vidim tebe              |
| Ikusten dituzu | Ja vidim vas (množina)     |
| Ikusten nauzu  | Ti vidiš mene              |

## Vanjske poveznice
- Pregled gramatike baskijskog jezika(engl.)